# Tâm thần phân liệt
Tâm thần phân liệt là một rối loạn tâm thần được đặc trưng bởi nhiều biểu hiện khác nhau như ảo giác (thường là nghe thấy giọng nói), hoang tưởng, tư duy và hành vi rối loạn, cùng với biểu hiện cảm xúc phẳng lặng hoặc không phù hợp.
Các triệu chứng phát triển dần dần và thường bắt đầu vào đầu tuổi trưởng thành, kéo dài suốt đời. Không có xét nghiệm chẩn đoán khách quan; chẩn đoán dựa trên hành vi được quan sát, lịch sử tâm thần bao gồm các trải nghiệm do người bệnh báo cáo và thông tin từ những người quen biết bệnh nhân. Để chẩn đoán tâm thần phân liệt, các triệu chứng được mô tả cần tồn tại ít nhất sáu tháng (theo DSM-5) hoặc một tháng (theo ICD-11).
Nhiều người mắc tâm thần phân liệt cũng có các rối loạn tâm thần khác, đặc biệt là rối loạn cảm xúc, rối loạn lo âu và rối loạn ám ảnh cưỡng chế.

## Các triệu chứng của tâm thần phân liệt
Các triệu chứng của tâm thần phân liệt được chia làm ba phương diện: dương tính (positive symptoms), âm tính (negative symptoms), rối loạn tổ chức. Thuật ngữ triệu chứng dương tính  không phải chỉ những triệu chứng này có lợi hoặc có khả năng thích nghi với bệnh nhân. Ngược lại, những triệu chứng này có đặc điểm là sự hiện diện của  phản ứng khác thường (ví dụ như nghe những giọng nói không có thật – huyễn thính). Còn triệu chứng âm tính là chỉ về sự khuyết thiếu phản ứng đặc thù (ví dụ như cảm xúc, ngôn ngữ, động lực) mà đáng ra họ nên có.

### Triệu chứng dương tính (còn gọi là triệu chứng loạn tinh thần)
Các giác quan cung cấp cho chúng ta những thông tin cơ bản nhưng cực kỳ quan trọng trong việc xác định chúng ta là ai, chúng ta đang làm cái gì, hay người khác đang nghĩ gì về chúng ta. Nhiều người mắc bệnh tâm thần phân liệt trải nghiệm sự thay đổi phức tạp hoặc đáng sợ về nhận thức. Một trong những triệu chứng phổ biến nhất và dễ thấy nhất chính là ảo giác, hoặc trải nghiệm của giác quan không đến từ kích thích thật sự. Mặc dù ảo giác có thể xảy ra với bất kỳ giác quan nào, nhưng thông thường, người mắc tâm thần phân liệt trải nghiệm nó dưới dạng huyễn thính – nghe thấy giọng nói không có thật. Nhiều bệnh nhân nghe thấy giọng nói bên tai nhận xét về hành vi của họ hay ra lệnh cho họ. Người khác thì nghe thấy nhiều giọng nói đang cãi lộn với nhau.
Tuy nhiên, ảo giác phải được phân biệt với lỗi nhận thức xảy ra trong giây lát mà nhiều người mắc phải. Bạn có từng đi trên đường và dường như nghe thấy tiếng ai đó gọi bạn, và khi bạn quay lại thì không có ai cả? Chắc hẳn bạn sẽ tự nhủ với mình, "Là do mình tưởng tượng ra thôi". Nhưng ảo giác thì trái ngược lại, nó tấn công vào tâm trí bệnh nhân rất thật, khiến cho thực sự trải nghiệm, thực sự thấy được dù rằng thực tế thì không.

#### Hoang tưởng
Nhiều bệnh nhân tâm thần phân liệt mắc chứng hoang tưởng, hoặc có những niềm tin đặc thù kỳ quái dù cho nó có lố bịch thế nào đi chăng nữa. Trong những trường hợp tệ nhất, bệnh nhân cố hết sức và khăng khăng bảo vệ niềm tin ảo tưởng của mình mặc cho những bằng chứng trái ngược hiện ra ngay trước mắt. Lo lắng là một đặc tính khác của ảo tưởng. Trong chu kỳ loạn tinh thần cấp tính,  người bệnh không thể nào ngưng suy nghĩ về những niềm tin không thật đó. Và cuối cùng, bệnh nhân mắc chứng hoang tưởng có thể không quan tâm hoặc suy nghĩ về những phương diện mà người khác đưa ra về niềm tin của họ.
Mặc dù hoang tưởng có nhiều loại nhưng đa số thì nó thuộc về dạng cá nhân. Những niềm tin này không được chia sẻ với người thân trong gia đình hoặc cộng đồng. Những hoang tuởng thông thường mà bệnh nhân có bao gồm suy nghĩ được đưa vào trong não họ, người khác có thể đọc được suy nghĩ của họ hay bệnh nhân bị điều khiển bởi sức mạnh siêu nhiên huyền bí nào đấy. Những niềm tin này là những mảnh rời rạc và không gắn kết tạo thành một hệ thống hoàn chỉnh xuyên suốt nhận thức, không được bệnh nhân diễn tả thường xuyên.

#### Ảo giác
Ảo giác là tri giác không có đối tượng. Ảo giác có thể ở bất kỳ giác quan nào (ví dụ ảo thanh, ảo thị, ảo khứu, ảo xúc, ảo vị giác) nhưng ảo thanh là hay gặp nhất và có giá trị chẩn đoán cao cho tâm thần phân liệt.
- Ảo thanh có ở 60-70% số bệnh nhân tâm thần phân liệt. Bệnh nhân nghe thấy những tiếng nói không có thật, nhưng được bệnh nhân cho là thật. Chúng thường được chia làm ảo thanh thật và ảo thanh giả. Nội dung của ảo thanh có thể rất khác nhau, căn cứ vào nội dung người ta chia làm các loại ảo thanh sau:
  - Ảo thanh bình phẩm là tiếng người khen hoặc chê bai bệnh nhân nhưng xúc phạm hoặc đe dọa bệnh nhân là hay gặp nhất.
  - Ảo thanh xui khiến, ra lệnh: là tiếng nói xui khiến hoặc ra lệnh cho bệnh nhân phải làm một việc gì đó. Thông thường, bệnh nhân không thể cưỡng lại các mệnh lệnh của ảo thanh đưa ra.
  - Ảo thanh là tiếng người trò chuyện với bệnh nhân: bệnh nhân nói chuyện với ảo thanh (giống như ta nói chuyện qua điện thoại) mà người ngoài có thể thấy bệnh nhân nói chuyện một mình to thành tiếng.
  - Ảo thanh là 2 hay nhiều giọng nói đối thoại với nhau hoặc giọng nói bình phẩm về ý nghĩ và hành vi của bệnh nhân.
- Ảo thị giác: là những hình ảnh không có thật nhưng được bệnh nhân nhìn thấy  như  thật. Ảo thị giác gặp ở 10% số bệnh nhân tâm thần phân liệt, chúng ít có giá trị chẩn đoán cho bệnh tâm thần phân liệt hơn ảo thanh. Các ảo thị có thể có nội dung dễ chịu, vui vẻ; tuy nhiên, các ảo thị thường là các hình ảnh ghê sợ khiến bệnh nhân rất lo lắng và sợ hãi. Bệnh nhân có thể có các hành vi nguy hiểm như đánh người, tự sát do sự chi phối của ảo thị.
- Ảo xúc giác: ít gặp trong tâm thần phân liệt và ít có giá trị chẩn đoán cho bệnh này. Bệnh nhân có cảm giác có các con côn trùng bò dưới da, có con rắn đang bò trong dạ dày bệnh nhân.

##### Ngôn ngữ kỳ lạ
Ngôn ngữ thanh xuân là một triệu chứng rất có giá trị chẩn đoán trong tâm thần phân liệt. Triệu chứng này thường chỉ gặp trong tâm thần phân liệt thể thanh xuân. Bệnh nhân có tư duy (lời nói) rất hỗn loạn, kỳ dị, khó hiểu.

##### Hành vi kỳ lạ
Hành vi kỳ lạ là rối loạn hành vi nặng, rất có giá trị chẩn đoán cho tâm thần phân liệt. Triệu chứng này hay gặp trong tâm thần phân liệt thể thanh xuân và thể không biệt định.
Các hành vi này có thể biểu hiện ở các mức độ khác nhau, từ đi lại không ngừng đến kích động. Các hành vi này thường là rất lố lăng, hời hợt, kỳ dị, khó hiểu.

##### Hành vi căng trương lực
Hành vi căng trương lực bao gồm:
- Sững sờ căng trương lực: là sự giảm sút rõ ràng các phản ứng lại mọi tác động của môi trường. Một số trường hợp đạt đến mức độ vô thức quá mức, bệnh nhân giữ ở một tư thế rất lâu.
- Kích động căng trương lực: là kích động do căng trương lực cơ. Các kích động này rất lố lăng, kỳ quái nhưng chỉ xuất hiện trong không gian hẹp (trên giường, trong phòng) chứ không xảy ra trong không gian rộng như hưng cảm.
- Phủ định căng trương lực là bệnh nhân chống lại mọi tác động bên ngoài. Ví dụ: khi ta kéo tay bệnh nhân ra thì bệnh nhân co tay chống lại.
- Uốn sáp căng trương lực là bệnh nhân giữ lâu ở một số vị trí vô lý và kỳ lạ (ví dụ: khi ta đưa tay bệnh nhân lên đầu làm tư thế chào, bệnh nhân sẽ giữ nguyên tư thế đó hàng tiếng đồng hồ). Trong lâm sàng, người ta thường làm nghiệm pháp gối không khí, bệnh nhân có thể giữ đầu ở tư thế không chạm xuống giường trong nhiều chục phút.
- Nếu tình trạng căng trương lực quá nặng, bệnh nhân sẽ  không đáp ứng với các kích thích bên ngoài mà chỉ nằm im một chỗ.

### Triệu chứng âm tính
Triệu chứng tiêu cực là sự khuyết thiếu những phản ứng đặc thù về cảm xúc, ngôn ngữ hay động lực. Và bởi vì thế, ban đầu nó thường rất khó thấy và khó phát hiện hơn triệu chứng tích cực. Nó cũng thường ổn định qua thời gian hơn là triệu chứng tích cực vì triệu chứng tích cực biến đổi nghiêm trọng khi bệnh nhân ở trong và ở ngoài chu kỳ loạn tinh thần.
Một trong những triệu chứng điển hình của dạng tiêu cực chính là người bệnh không thể hiện bất kỳ cảm xúc nào, được gọi là "Diễn đạt cảm xúc bị giảm thiểu" (diminished emotional experssion) hoặc "hiệu ứng cảm xúc cùn mòn" (blunted affect). Bệnh nhân với chứng này thường không thể hiện bất kỳ dấu hiện cảm xúc hay suy nghĩ. Họ không vui cũng chẳng buồn, và có vẻ thờ ơ với môi trường chung quanh. Gương mặt họ vô cảm và lãnh đạm. Giọng nói không có nhịp điệu lên xuống – Cái thể hiện cảm xúc của người nói. Những tình huống sự kiện diễn ra xung quanh chẳng có nghĩa gì với họ cả. Họ có thể hoàn toàn không quan tâm đến bản thân  và những người xung quanh.
Một dạng khác của sự thiếu hụt cảm xúc chính là không thể cảm nhận được khoái lạc. Trong khi sự khuyết thiếu cảm xúc là chỉ về sự thiếu hụt phản ứng bề ngoài, còn không thể cảm nhận được khoái lạc là kiểu thiếu hụt những cảm giác tích cực. Người mắc triệu chứng này không hề cảm thấy hứng thú với bất kỳ hoạt động cơ thể và mối quan hệ xã hội nào. Họ không tìm được niềm vui trong đó. Đồng thời, họ cũng có thể đánh mất đi vị giác và xúc giác của mình.
Nhiều người mắc tâm thần phân liệt trở nên cách ly với xã hội. Trong nhiều trường hợp, sự cô lập này phát triển trước khi các triệu chứng phát tác. Nó vừa là triệu chứng cũng vừa là chiến lược mà nhiều người bệnh dùng để đối phó với những triệu chứng khác của họ. Ví dụ như họ có thể hạn chế giao tiếp với người khác để giảm bớt mức độ kích thích có thể khiến cho sự rối loạn tri giác và nhận thức của họ trở nên trầm trọng hơn. Sự cô lập này thường đi kèm lưỡng lự, mâu thuẫn trong tư tưởng, và không có động lực làm gì cả. Họ có thể ngồi cả ngày trên ghế, chẳng buồn nhúc nhích lấy một ly, hay không thèm chải đầu hay tắm rửa mấy tuần liền.
Một dạng triệu chứng âm tính  khác đó là nhiễu loạn ngôn ngữ. Một kiểu của triệu chứng này được gọi là "nghèo nàn ngôn ngữ" (poverty of speech), người bệnh giảm thiểu số lượng ngôn ngữ quá nhiều. Họ dường như chẳng có gì để nói cả. Một kiểu khác là "suy nghĩ bị chặn", chuỗi suy nghĩ của bệnh nhân bị ngăn lại trước khi một suy nghĩ hay ý tưởng kịp hình thành.

### Rối loạn tổ chức
Một số triệu chứng của bệnh tâm thần phân liệt khó có thể phân loại vào tích cực hay tiêu cực. Vì thế mà nhiễu loạn suy nghĩ và hành vi kỳ quặc thể hiện khía cạnh thứ ba của bệnh này, và được gọi bằng cái tên rối loạn vô tổ chức (Disorganization).
Một triệu chứng quan trọng trong tập hợp các triệu chứng của tâm thần phân liệt là ngôn ngữ vô tổ chức (disorganized speech). Nó liên quan đến xu hướng những gì bệnh nhân nói không có lý hoặc không có nghĩa gì cả. Dấu hiệu của ngôn ngữ vô tổ chức chính là trả lời những câu không liên quan gì đến câu hỏi, ý tưởng rời rạc không kết nối và dùng từ ngữ theo kiểu khác thường. Triệu chứng này cũng được gọi là "rối loạn suy nghĩ". Những đặc điểm thường gặp ở ngôn ngữ vô tổ chức chính là chuyển đổi chủ đề trò chuyện quá đột ngột, trả lời chẳng ăn nhập gì với câu hỏi, hoặc lặp đi lặp lại một từ hoặc một cụm từ liên tục.

#### Chuyển động cơ thể bất thường
Người mắc bệnh tâm thần phân liệt còn bị cứng chi hay cứng cơ dẫn đến di chuyển không được bình thường. Trong những trường hợp nặng nhất, người bệnh có thể giữ nguyên tư thế bất thường, cứng ngắc khi đứng hoặc khi ngồi trong khoảng thời gian dài. Ví dụ, một số bệnh nhân sẽ nằm thẳng lưng nhưng gồng người lại, đầu nâng lên một chút như thể họ đang gối đầu vậy. Người bệnh mắc chứng này thường không chịu đổi tư thế khác dù cho giữ nguyên tư thế này sẽ khiến họ cực kỳ khó chịu và đau đớn.
Để được chẩn đoán mắc chứng tâm thần phân liệt, người bệnh phải có ít nhất hai trong những triệu chứng bên trên, và phát tác ít nhất một tháng. Đồng thời, cuộc sống, công việc và các mối quan hệ cá nhân của người đó phải bị ảnh hưởng nặng nề so với trước khi phát bệnh. Tuy nhiên, nếu các bạn đã đọc qua các bài viết về bệnh tâm lý trước của tôi, ắt hẳn các bạn sẽ nhận ra một số triệu chứng tiêu cực của tâm thần phân liệt giống với bệnh trầm cảm lâm sàng. Vì thế, triệu chứng  phải phác tác trong khoảng vắng của bệnh trầm cảm và hưng cảm thì mới được coi là mắc tâm thần phân liệt.

## Đào sâu các trường hợp
"Khánh Ly, 24 tuổi nhưng có ngoại hình trẻ hơn mười tuổi. Cô ta được người anh trai đưa vào bệnh viện lần thứ 12 vì anh dần cảm thấy sợ cô ta. Ly mặc một chiếc áo choàng dài rách bươm, mang đôi dép ngủ, đội chiếc mũ bóng chày và đeo vài tấm huy chương quanh cổ. Triệu chứng bệnh của cô ta trải rộng từ cơn giận vô cớ với anh mình (anh ấy cho tôi ăn phân từ ruột già của người khác) đến cười khúc khích, xun xoe dụ dỗ người khám. Ngôn ngữ và thái độ của cô ta như một đứa trẻ con, bước đi õng ẹo, đánh eo quá mức. Người anh trai bảo rằng cô ta không chịu uống thuốc chừng 1 tháng trước. Rồi từ đó, cô ta bảo mình lúc nào cũng nghe có một giọng nói trong đầu, cách ăn mặc và hành xử càng lúc càng kỳ quái. Khi được hỏi đang làm gì, thì cô ta trả lời: "Tôi đang ăn dây điện và chuẩn bị đốt lửa."
Trong trường hợp của Khánh Ly, bạn có thể nhận thấy rõ ràng sự mất khả năng vận hành tổ hợp nhận thức và cảm xúc. Ly không thể suy luận, nhận biết về những gì mình đang làm, không thể giao tiếp trôi chảy, ngôn ngữ bất bình thường, không thể điều khiển hành vi của mình theo chuẩn mực xã hội cho phép. Và vì thế nên Ly được chẩn đoán là mắc chứng tâm thần phân liệt. Cô ta phải uống thuốc hàng ngày, nhưng sự gián đoạn trong việc dùng thuốc khiến cho bệnh tình quay lại và nghiêm trọng hơn, dẫn đến việc cô ta nghe được tiếng nói nào đó hay hành xử càng khác lạ.
"Bà Hồng Thủy, một nhân viên thư viện 79 tuổi đã về hưu khi đi khám Bác sĩ  đã nói: "Mấy con giun đó vẫn còn trong người tôi." 4 năm về trước, trong một lần tắm, bà ta bắt đầu chú ý đến những thứ mà bà ta cho là "mấy con giun nhỏ". Không lâu sau đó, bà ta bắt đầu trải nghiệm cái cảm giác "mấy con giun đó đang chui qua da tôi". Nhiều lần đi khám Bác sĩ và mang theo cả mẫu nước mà bà ta cho rằng có giun, nhưng không nhân viên nào có thể tìm ra được bất kỳ ký sinh trùng nào. Dù cho Bác sĩ không ngừng bảo rằng cái đó chỉ là mấy mảnh da khô của bà ta thôi nhưng bà ta vẫn không tin. Bà ta cảm thấy rằng bạn bè và đồng nghiệp đang dần lánh xa mình vì mấy con giun đó. Sau đó khoảng 9 tháng, lúc đi nhà thờ, bà ta thấy chuỗi tràng hạt tự dưng xoay theo chiều kim đồng hồ và bà thấy được mình có lực từ hút những thứ xung quanh. Bà Thủy cho rằng bởi vì những con giun xâm nhập vào tủy sống và không ngừng di chuyển lên xuống đã tạo ra lực từ như thế. Khi xét về lịch sử bệnh lý, bà Thủy không hề dùng bất kỳ chất kích thích nào, nên trường hợp của bà ta không khó để Bác sĩ trị liệu xếp vào Tâm thần phân liệt."
Trường hợp của bà Thủy lẫn cô Ly đều là ví dụ điển hình của các triệu chứng tâm thần phân liệt tích cực. Không khó để xác định bà Thủy bị ảo giác và ảo tưởng thông qua miêu tả bên trên.

Vậy thì triệu chứng tiêu cực có những biểu hiện như thế nào, mời các bạn đọc ca bệnh dưới đây:
"Thúy Vân, 26 tuổi, lúc nào cũng khom người, cúi gầm mình xuống. Cô ta có gương mặt như một đứa trẻ với những bím tóc và dây ruy-băng hồng. Cô ta được đưa tới Văn phòng tâm lý bởi Bác sĩ gia đình, người ái ngại về tình trạng cô ta hoạt động cơ thể ở mức quá thấp này. Điều duy nhất mà cô ta nói với Bác sĩ chính là: " Tôi có khoảng thời gian gián đoạn trong việc chăm sóc bản thân và có cuộc sống thấp dưới mức Bình thường." Rồi sau đó, cô ta tiếp tục giữ im lặng và nhốt mình trong phòng. 20 năm về trước, sau khi vị hôn phu hủy bỏ lễ đính hôn, cô ta bắt đầu không thể tự sắp xếp mọi thứ cho ngăn nắp, lang thang một mình vô định trên những con đường, mặc những bộ đồ không đi đôi với nhau. Vân bị sa thải và được đưa tới bệnh viện, sau đó được một người anh cả làm giấy xuất viện với hy vọng là cô ta sẽ mau chóng hồi phục tinh thần và bắt đầu cuộc sống thật. Nhưng, thời gian trôi qua, cô ta vẫn trốn tránh xã hội, và càng ngày càng ít vận động hẳn đi. Hầu hết thời gian cô ta dành cho việc nấu nướng và xem TV. Những món ăn của cô ta là hỗn hợp lạ kỳ của những nguyên liệu như cải súp-lơ với bánh ngọt, ngồi một mình vì không ai trong gia đình muốn ăn những thứ đó. Khi người anh bước vào phòng thì cô ta luôn quơ đại một cuốn tạp chí hay sách gì đó rồi giả vờ như đang đọc nhưng thực tế, cô ta chỉ ngồi đó và ngẩn ngơ nhìn vào khoảng không vô chừng. Vân rất lười tắm hay thậm chí là không chịu chải đầu. Cô ta ăn càng lúc càng ít đi. Lúc đi khám thì từ chối nhìn thẳng và đối thoại với bác sĩ."
Ở đây bạn có thể thấy được rằng cô Vân đã cô lập bản thân mình với xã hội, không hề có hứng thú với bất kỳ hoạt động xã hội nào và hạn chế giao tiếp với người khác. Số lượng ngôn từ mà cô ta dùng bị hạn chế và dường như cô ta chẳng có gì để nói cả. Rõ ràng, đây là những triệu chứng tâm thần phân liệt tiêu cực.

## Nguyên nhân
Có nhiều nguyên nhân gây ra chứng tâm thần phân liệt, người mẹ đang mang thai bị virus xâm nhập thì đứa con sinh ra có nguy cơ bị mắc chứng bệnh này cao, di truyền, hay bị những chấn thương tâm lý, hoặc cả cấu trúc não bất thường. Chứng bệnh này không chỉ gói gọn trong một bộ phận não nhất định mà nó liên quan đến nhiều bộ phận khác nhau. Hầu hết các nghiên cứu MRI báo cáo rằng tổng số lượng tế bào não của người mắc tâm thần phân liệt ít hơn hẳn so với người thường (trong hình, phần màu đen đen là phần rỗng, có thể thấy rõ ràng người bệnh tâm thần phân liệt (bên trái) có phần rỗng nhiều hơn người bình thường (bên phải). Các nghiên cứu về hoạt động não (fMRI) cũng cho thấy hoạt động não của người bệnh tâm thần phân liệt ít hơn hẳn người bình thường. Một số báo cáo còn chỉ ra kích thước một số bộ phận não như hồi hải mã, hạch hạnh nhân bị giảm. Những bộ phận này có vai trò quan trọng trong việc điều khiển cảm xúc, suy nghĩ và nhận thức. Sự giảm thiểu kích thước này thấy rõ nhất ở não trái – chịu trách nhiệm điều khiển ngôn ngữ.
Chất dẫn truyền thần kinh (neurotransmitter) dopamine ảnh hưởng đến ngôn ngữ, hành vi, học tập, và cảm xúc. Là chất khiến bạn cảm thấy hưng phấn và vui vẻ. Thuyết Dopamine, thuyết có ảnh hưởng nhất về trong số các thuyết về chất dẫn truyền thần kinh và tâm thần phân liệt cho rằng các triệu chứng tích cực của bệnh là sản phẩm từ lượng dopamine và cơ quan thụ cảm, hay cửa tiếp nhận dopamine quá nhiều (mỗi chất dẫn truyền thần kinh có một cửa riêng biệt), dẫn đến người bệnh bị ảo giác. Tất cả những loại thuốc chữa trị tâm thần phân liệt ngày nay có cơ chế hoạt động chủ yếu là chặn cơ quan thụ cảm D2, ngăn cản cơ quan này tiếp nhận chất dopamine.
Ngoài ra, những chất dẫn truyền thần kinh khác như serotonin (chịu trách nhiệm cho cảm xúc), và glutamate (cảm giác phấn khích) đều nằm trong vòng nghiên cứu. Nhiều nhà khoa học tin rằng, chúng đều có vai trò quan trọng cấu thành nguyên nhân gây bệnh tâm thần phân liệt. Nhất là với glutamate (có nhiều trong bột ngọt), đã có bằng chứng chứng minh sự suy giảm chất này (cơ quan thụ cảm bị chặn, không thể tiếp nhận) có thể gây ra một số triệu chứng tâm thần phân liệt.
Bên cạnh đó, những sự kiện gây áp lực từ bên ngoài có thể tác động lên sinh lý và tâm lý, khiến bệnh bộc phát nhanh hơn với những người đã có sẵn gene bệnh vì gene và môi trường luôn tác động lẫn nhau.

## Điều trị
Bởi vì các nguyên nhân gây ra tâm thần phân liệt nặng về phần di truyền và sinh lý nên việc chữa trị chủ yếu dựa vào thuốc. Tâm thần phân liệt không thể được chữa khỏi hoàn toàn, người bệnh bắt buộc phải dùng thuốc đúng liều và đều đặn, nếu không bệnh có thể sẽ tái phát nặng hơn, sẽ tổn hại đến não bộ nhiều hơn, như trường hợp của Khánh Ly bên trên. Tuy nhiên có một điều đáng tiếc là khoa học thần kinh vẫn còn khá nhiều hạn chế, mà thuốc chữa trị các bệnh tâm thần, tâm lý có ảnh hưởng chủ yếu lên hệ nội tiết và chất dẫn truyền thần kinh. Mà hệ nội tiết và chất dẫn truyền thần kinh có mối quan hệ khá phức tạp chồng chéo lên nhau. Việc sử dụng thuốc lâu dài có thể gây ra một số tác dụng phụ khó lường. Đối với bệnh tâm thần phân liệt thì tác dụng phụ của việc dùng thuốc chính là cứng cơ miệng và cơ mặt. Ví dụ như lưỡi thè ra ngoài, môi nhăn lại, tứ chi và chân tay co thắt. Ngoài ra còn có thể ảnh hưởng lên hệ thần kinh khiến cơ thể run rẩy, cứng cơ, kích động, hoặc có những dáng điệu kỳ dị mà người bệnh không thể khống chế được. May mắn là những tác dụng phụ này nằm ở những loại thuốc đời đầu (như Thorazine và Hadol)
Những loại thuốc đời hai như Clorazil, Risperdal, Zyprexa, Seroqul và Solian thì có ít tác dụng phụ hơn nhưng vẫn giữ được hiệu quả như thuốc đời đầu và có tác dụng trong việc ngăn ngừa bệnh tái phát. Một nghiên cứu  cho thấy chỉ có 13% những người bệnh dùng thuốc đời hai là bị tác dụng phụ cứng cơ và co thắt, trong khi tỷ lệ đó là 32% đối với những người dùng thuốc đời đầu. Tuy nhiên, một điều đáng tiếc là những loại thuốc đời hai này không có hiệu quả mấy trong việc chữa trị những triệu chứng âm tính. Đã vậy, tác dụng phụ của nó còn khá nguy hiểm. Nó có thể khiến cho bệnh nhân tăng cân và béo phì, tăng nguy cơ mắc các bệnh khác như huyết áp cao, tiểu đường, và các bệnh về tim mạch. Những tác dụng phụ này có thể khiến cho bệnh nhân ngưng thuốc và dẫn đến tình trạng bệnh tái phát nặng hơn.
Trị liệu tâm lý cũng giúp cải thiện đời sống của bệnh nhân mắc tâm thần phân liệt. Các nhà trị liệu tâm lý giúp đỡ bệnh nhân cải thiện những vấn đề cuộc sống mà họ gặp phải khi mắc bệnh. Đồng thời huấn luyện những kỹ năng sống cần thiết để quản lý bệnh hiệu quả. Phương pháp nhận thức hành vi được sử dụng nhiều trong những năm gần đây, giúp bệnh nhân phán đoán, kiểm tra và chỉnh sửa lại những suy nghĩ méo mó của họ về bản thân mình và môi trường xung quanh.